# Sofie Merckx
Sofie Merckx (Wilrijk, 14 november 1974) is een Belgisch huisarts en marxistisch politica voor de  PVDA-PTB.

## Levensloop
Sofie Merckx is de dochter van Kris Merckx, arts bij Geneeskunde voor het Volk (GVHV) en medeoprichter van AMADA, de voorloper van de Partij van de Arbeid. Ze is opgegroeid in Antwerpen en heeft het Nederlands als moedertaal. Sofie Merckx studeerde geneeskunde en ging na een stage in Charleroi aan de slag bij GVHV in Marcinelle. Sinds 2017 is Merckx een van de woordvoersters van GVHV.
In de jaren 1990 engageerde ze zich bij de PVDA-PTB. Bij de gemeenteraadsverkiezingen van 2012 werd Merckx voor de partij verkozen tot gemeenteraadslid van Charleroi. Zes jaar later werd ze opnieuw verkozen en behaalde ze op Paul Magnette (PS) na het hoogste aantal voorkeurstemmen.
Merckx kwam op bij de federale verkiezingen van 2014, maar werd niet verkozen. Bij de federale verkiezingen van mei 2019 stond ze opnieuw op de tweede plaats in de kieskring Henegouwen, na Marco Van Hees, die al sinds 2014 in het parlement zetelde. Met 8912 voorkeursstemmen werd ze als een van drie PVDA'ers uit Henegouwen verkozen tot de Kamer van volksvertegenwoordigers. Sinds januari 2022 is ze fractieleider in de Kamer, een functie waarin ze Raoul Hedebouw opvolgde.
Bij de federale verkiezingen van juni 2024 was Merckx lijsttrekker voor PVDA-PTB in Henegouwen en werd ze met een persoonlijke score van 18.587 voorkeurstemmen herkozen in de Kamer.
Sofie Merckx heeft drie kinderen en woont in Marcinelle.